# Jag Panzer
Jag Panzer je americká metalová skupina z Colorado Springs.

## Historie
Kapela byla založena koncem roku 1981 pod názvem Tyrant. Brzy však musela změnit své jméno, protože již existovala skupina se shodným názvem. Inspirována byla náporem nové vlny britského heavy metalu. Původní line-up se skládal z Harryho Conklina (zpěv), Marka Briodyho (kytara), Johna Tetleyho (baskytara) a Ricka Hilyarda (bicí).
Jednoho dne narazili muzikanti na plakát tanku Jagdpanzer, po kterém se rozhodli svou skupinu pojmenovat. Kvůli snadnější výslovnosti vypustili písmeno "d" z názvu a pojmenovali se Jag Panzer. V roce 1983 vznikla první nahrávka, EP později známé jako "Tyrants". Na počátku roku 1984 skupina přijala Joeyho Tafolla jako hlavního kytaristu a nahrála své první album "Ample Destruction".
Po vydání Ample Destruction se kapela přestěhovala do jižní Kalifornie. V roce 1985 Tafolla s Hilyardem opouští kapelu, zatímco Conklin krátce zpívá s Riot, poté zakládá vlastní skupinu Titan Force. Novými členy se stali zpěvák Bob Pardub, kytarista Christian Lasegue a bubeník Reynold Carlson.
V roce 1986 je Carlson na postu bubeníka nahrazen Rikardem Stjernquistem. Na konci roku 1987 kapela nahrává své druhé LP, které však nikdy nebylo oficiálně vydáno. O rok později se skupina rozpadla, aby se v roce 1994 opět dala dohromady.
Tentokrát v sestavě Daniel J. Conca - zpěv, Mark Briody - kytara, Chris Kostka - kytara, John Tetley - baskytara, Rikard Stjernquist - bicí. Téměř 10 let po jejím debutu vychází kapele druhé oficiální LP "Disident Alliance".
Další album "The Fourth Judgement" vyšlo na konci roku 1997. Daniela J. Concu na něm nahrazuje Harry Conklin a Chrise Kostku Joey Tafolla, který však po vydání alba ze skupiny odchází a přichází Cris Broderick. V této sestavé nahrává skupina "Age of Mastery" (1998), "Thane to the Throne" (2000), "Mechanized Warfare" (2001) a "Casting the Stones" (2004). Album "Thane to the Trone" je konceptuální album
o Macbethovi.
V roce 2008 Chris Broderick opouští kapelu, připojuje se k Megadeth, a je nahrazen Christianem Laseguem.
Poslední album, "The Scourge of the Light", bylo vydáno 8. března 2011. Dne 25. července 2011 skupina oznámila ukončení své činnosti.

## Členové skupiny

### Poslední sestava
- Harry "The Tyrant" Conklin – zpěv (1981–1985, 1994–2011)
- Mark Briody – rytmická kytara, klávesy (1981–2011)
- John Tetley – baskytara, doprovodný zpěv (1981–2011)
- Rikard Stjernquist – bicí (1986–2011)

### Bývalí členové
- Chris Broderick – hlavní kytara, klávesy (1997–2008)
- Joey Tafolla – hlavní kytara (1984–1986, 1994–1997)
- Rick Hilyard – bicí (1981–1985)
- Bob Parduba – zpěv (1985–1988)
- Reynold 'Butch' Carlson – bicí (1985–1986)
- Daniel J. Conca – zpěv (1994)
- Chris Kostka (Hostka) – hlavní kytara (1994)
- Christian Lasegue – hlavní kytara (1985–1988, 2008–2011)

## Diskografie

### Studiová alba
- Ample Destruction (1984)
- Dissident Alliance (1994)
- The Fourth Judgement (1997)
- The Age of Mastery (1998)
- Thane to the Throne (2000)
- Mechanized Warfare (2001)
- Chain of Command (2004) [nahráno v roce 1987]
- Casting the Stones (2004)
- The Scourge of the Light (2011)
- The Deviant Chord (2017)

### Další nahrávky
- Tyrants (EP) (1983)
- Death Row (Singl) (1983)
- Demo 85 (1985)
- Demo 86 (1986)
- Shadow Thief (Demo) (1986)
- Jeffrey Behind The Gate (Singl) (1994)
- The Return (Demo) (1996)
- The Era of Kings and Conflict(DVD) (2002)
- Decade of the Nail Spiked Bat [Best of/Compilace] (2003)
- The Wreck of the Edmund Fitzgerald (Singl) (2005)